# Tychyj
Tychyj (ukr. Тихий) – wieś na Ukrainie, w obwodzie zakarpackim, w rejonie użhorodzkim, w hromadzie Stawne. W 2001 liczyła 505 mieszkańców, spośród których 504 wskazało jako ojczysty język ukraiński, a 1 rosyjski.